# Belören, Gölbaşı
Belören là một thị trấn thuộc huyện Gölbaşı, tỉnh Adıyaman, Thổ Nhĩ Kỳ. Dân số thời điểm năm 2011 là 2.078 người.